# Delia penicillella
Delia penicillella este o specie de muște din genul Delia, familia Anthomyiidae, descrisă de Fan în anul 1984. Conform Catalogue of Life specia Delia penicillella nu are subspecii cunoscute.